# Mohamed Aoudou
Mohamed Aoudou (Aplahoué, 30 novembre 1989) è un ex calciatore beninese, di ruolo attaccante.

## Carriera

### Club
Ha giocato nel campionato beninese, croato, francese, marocchino e algerino.

### Nazionale
Con la maglia della nazionale ha esordito nel 2009, partecipando alla Coppa d'Africa l'anno successivo.